# Earls Colne
Earls Colne est un village et une paroisse civile de l'Essex, en Angleterre.